# Cryptotis tamensis
Cryptotis tamensis е вид бозайник от семейство Земеровкови (Soricidae).

## Разпространение
Видът е разпространен във Венецуела и Колумбия.